# Pietro Urbani
Pietro Urbani, conegut habitualment com a Peter Urbani, (Milà, 1749- Dublín, 1816) fou un compositor i cantant italià del segle xviii.
Establert a Edimburg, Escòcia el 1780, es consagrà a l'ensenyança, aconseguint gran notorietat com a mestre de cant.
La seva obra de compositor compren les òperes Il Farnace i Il Trionfo di Olelia, estrenades a Dublín, però la seva popularitat principal a Anglaterra es degué als seus arranjaments dels cants escocesos amb acompanyament d'instruments de corda i piano.